# Jon Hudson
Jon D. Hudson (nascut el 13 d'abril de 1968) és un guitarrista de rock més conegut pel seu treball amb Faith No More des de 1996 fins a la seva ruptura en 1998, i novament des de 2009, quan la banda es va reformar. Hudson va gravar amb la banda en 1997 Album of the Year i el 2015 Sol Invictus (àlbum). Abans d'unir-se a Faith No More.
Ell havia estat company d'habitació dels membres fundadors de la banda i el baixista Billy Gould durant els primers dies de la banda. També va ser membre de Systems Collapse.